# Tomasz Nguyễn Văn Đệ
Św. Tomasz Nguyễn Văn Đệ (wiet. Tôma Nguyễn Văn Đệ) (ur. ok. 1811 r. w Bồ Trang, prowincja Thái Bình w Wietnamie – zm. 19 grudnia 1839 r. w Cổ Mễ, prowincja Bắc Ninh w Wietnamie) – tercjarz dominikański, męczennik, święty Kościoła katolickiego.
Tomasz Nguyễn Văn Đệ urodził się w małej wiosce Bồ Trang, prowincja Thái Bình. Był krawcem. Miał troje dzieci. Podczas prześladowań chrześcijan w Wietnamie został uwięziony, gdy miał ok. 27 lub 28 lat. Stracono go przez uduszenie 19 grudnia 1839 r.
Dzień wspomnienia: 24 listopada w grupie 117 męczenników wietnamskich.
Beatyfikowany 27 maja 1900 r. przez Leona XIII, kanonizowany przez Jana Pawła II 19 czerwca 1988 r. w grupie 117 męczenników wietnamskich.